# Andreas Kalvos
Andreas Kalvos (em grego:  Ἀνδρέας Κάλβος, também Andreas Calvos; comumente em italiano:  Andrea Calbo; Zacinto, abril de 1792 — Louth, 3 de novembro de 1869) foi um poeta grego da escola romântica. Publicou cinco volumes de poesia e drama - Canzone ... (1811), Le Danaidi (1818), Elpis patridos (1818), Lyra (1824) e Novas odes (1826). Foi contemporâneo dos poetas Ugo Foscolo e Dionýsios Solomós. Esteve entre os representantes da Escola Heptanesa de literatura.